# GDRN
Guðrún Ýr Eyfjörð Jóhannesdóttir (8 de enero de 1996),  conocida por el nombre artístico GDRN, es una cantante y actriz islandesa. Ha ganado cuatro Premios de Música Islandesa de 2018 (incluido el de cantante pop del año) y fue nominada al Premio de Música del Consejo Nórdico de 2018. 

## Biografía

### Primeros años
Nacida en Reikiavik, Guðrún se mudó a Mosfellsbær a los 4 años de edad.

### Carrera futbolística
Guðrún comenzó a jugar al fútbol con el equipo juvenil del club Afturelding a los 5 años.  Tuvo su primer contacto con el primer equipo en julio de 2011, a los 15 años, cuando fue suplente (aunque no ingresó al campo) en el partido contra el KR Þróttur en la máxima categoría del fútbol islandés, la Úrvalsdeild kvenna .  Sufrió una rotura de ligamento cruzado en 2011 y una rotura de menisco en 2012 y, aunque logró jugar 7 partidos en la Úrvalsdeild las temporadas siguientes, las lesiones terminaron efectivamente con su carrera después de la temporada 2014.   En abril de 2022, firmó un contrato de 3 años para convertirse en uno de los patrocinadores principales del equipo femenino del club Afturelding. 

### Carrera musical
Estudió violín clásico durante 11 años,, y más tarde piano de jazz y canto.  Asistió al Menntaskólinn í Reykjavík con la intención de convertirse en médica,   pero comenzó a hacer música en su último año de universidad  en lo que luego se concentraría después de graduarse. 

### Carrera actoral
En 2019, formó parte del elenco de la producción musical de Shakespeare in Love del Teatro Nacional de Islandia .  En 2020, fue anunciada su participación como parte del elenco de la serie original de Netflix Katla , dirigida por Baltasar Kormákur .  Aunque no recibió formación formal como actriz, fue el propio Kormákur, quien l invitó a audicionar para la serie. Interpreta a Gríma en la serie. La serie se filmó en Islandia a partir de febrero de 2020 y contó con un elenco y equipo pequeños debido a las restricciones de COVID-19 . 

### Vida personal
Ella y su novio, el médico y exjugador de balonmano Árni Steinn Steinþórsson, son padres de un niño, nacido en julio de 2022. 

## Álbumes
- Hvað ef (2018) [13]
- GDRN (2020) [13]
- Tíu íslensk sönglög (con Magnús Jóhann) (2022)
- Frá mér til þín (2024)
- Nokkur jólaleg lög (2024)

## Filmografía
| Año  | Título             | Role     |
| ---- | ------------------ | -------- |
| 2021 | Flýg Upp x Varlega |          |
| 2021 | Katla              | Gríma    |
| 2022 | Fire & Iceland     | Sí misma |